# 是川茉耶
是川 茉耶（これかわ まや）は、日本のラジオディレクタ－。青森県青森市出身。青森公立大学卒業。
青森放送制作局ラジオ制作部に勤務。

## 来歴
- 2016ミス・ユニバース・ジャパン青森大会ファイナリストに選ばれ、4位に輝いた。
- 青森放送が運営しているRABアナウンスセミナーに9期生として入校・卒業した[1]。
- 2017年4月に青森放送に入社。
- モデル事務所アクアエージェンシーにも所属し、モデルやイベントMCとしても活動している。

## 現在の担当番組
- あこもこジョッキー（2017年5月1日 - ）
- 張間陽子のハリコレ!
- GO!GO!らじ丸（火曜担当、2017年11月7日 - ）
- 伊奈かっぺい 旅の空うわの空（2018年4月2日 - ）
- RAB耳の新聞
- 伊奈かっぺい・ことわざのわざ
- 唄っこいいもの